# Baghmare
Baghmare (nep. बाघमारे)– gaun wikas samiti w zachodniej części Nepalu w strefie Rapti w dystrykcie Dang Deokhuri. Według nepalskiego spisu powszechnego z 2001 roku liczył on 1308 gospodarstw domowych i 7194 mieszkańców (3657 kobiet i 3537 mężczyzn).